# Nome Census Area
Die Nome Census Area ist eine Census Area im US-Bundesstaat Alaska auf der Seward-Halbinsel und entlang der Ostküste des Norton Sounds. Sie beinhaltet auch die Sankt-Lorenz-Insel im Beringmeer.
Bei der Volkszählung im Jahr 2020 lebten hier 2365 Menschen. Nome gehört zum Unorganized Borough und hat somit keinen Verwaltungssitz. Die Census Area hat eine Fläche von 73.253 km², wovon 59.572 km² auf Land und 13.681 km² auf Wasser entfallen. Die größte Stadt der Region ist Nome.
Teile des Yukon Delta und des Alaska Maritime National Wildlife Refuges sowie des Bering Land Bridge National Preserves liegen in der Nome Census Area.

## Geschichte
Der Name der Census Area leitet sich vom Cape Nome ab. Dies erhielt seine Bezeichnung aufgrund eines Transkriptionsfehlers. Der Kartograph vermerkte auf dem ursprünglichen Manuskript an dieser Stelle “? Name”. Bei der Transkription auf die Karten der britischen Admiralität im Jahr 1853 wurde daraus “C. Nome” und später Cape Nome.

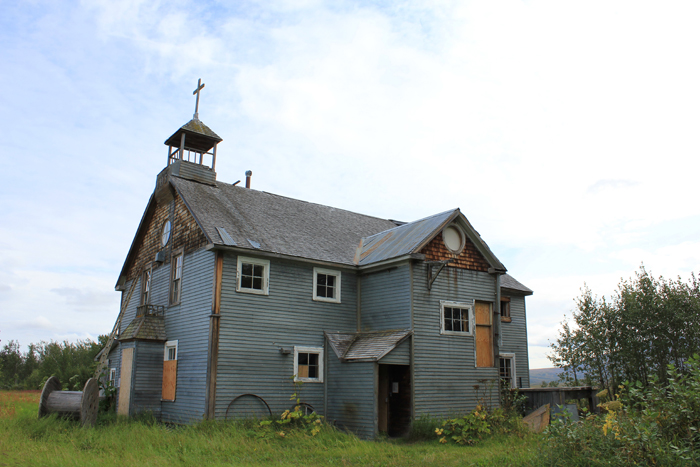
Die Geisterstadt Pilgrim Hot Springs ist seit April 1977 im NRHP eingetragen.

20 Bauwerke, Stätten und historische Bezirke (Historic Districts) der Census Area sind im National Register of Historic Places („Nationales Verzeichnis historischer Orte“; NRHP) eingetragen (Stand 3. Februar 2022), darunter haben die Cape Nome Mining District Discovery Sites, die Iyatayet Site und die Wales Sites den Status von National Historic Landmarks („Nationales historisches Wahrzeichen“).

## Städte und Orte
In der Nome Census Area befinden sich 16 Cities (Gemeinden) sowie ein Census-designated place (gemeindefreies Gebiet) (Stand 2020).

### Cities
- Brevig Mission
- Diomede
- Elim
- Gambell
- Golovin
- Koyuk
- Nome
- Savoonga
- Shaktoolik
- Shishmaref
- St. Michael
- Stebbins
- Teller
- Unalakleet
- Wales
- White Mountain

### Census-designated places (CDPs)
- Port Clarence